# Trichospermum tripyxis
Trichospermum tripyxis är en malvaväxtart som först beskrevs av Julius Heinrich Karl Schumann, och fick sitt nu gällande namn av Kostermans. Trichospermum tripyxis ingår i släktet Trichospermum och familjen malvaväxter. Inga underarter finns listade i Catalogue of Life.